# فرناندا بورتو
فرناندا بورتو (بالبرتغالية: Fernanda Porto‏) هي مغنية برازيلية، ولدت في 31 ديسمبر 1965 في Serra Negra ‏ في البرازيل.

## وصلات خارجية
- فرناندا بورتو على موقع ميوزك برينز (الإنجليزية)
- فرناندا بورتو على موقع أول ميوزيك (الإنجليزية)
- فرناندا بورتو على موقع ديسكوغز (الإنجليزية)